# ماساهيكو كاغياما
ماساهيكو كاغياما (باليابانية: 影山正彦؛ بالكانا: かげやま まさひこ) هو مهندس ياباني، ولد في 8 أغسطس 1968 في فوجيساوا في اليابان.

## وصلات خارجية
- ماساهيكو كاغياما على موقع DriverDB.com (الإنجليزية)